# L'esorcista del papa
L'esorcista del Papa (The Pope's Exorcist) è un film del 2023 diretto da Julius Avery.
Il film è liberamente tratto dai libri di memorie Un esorcista racconta e Nuovi racconti di un esorcista di Gabriele Amorth. Il film ha ricevuto critiche miste.

## Trama
Il film è ambientato nel 1987, tra Roma e la Spagna, e narra le vicende di Gabriele Amorth, un presbitero che indaga sulla possessione demoniaca di un ragazzo e  finirà per scoprire una vicenda, risalente alle origini della santa inquisizione, che il Vaticano mantiene secretata da secoli.
Dopo aver risolto un ennesimo caso di "possessione" avvenuto in Calabria, padre Amorth nominato Capo Esorcista del Vaticano da Papa Giovanni Paolo II, è convocato da una commissione d'inchiesta costituita per valutare i metodi e i risultati ottenuti, con lo scopo di far abolire la pratica degli esorcismi ritenuta ormai inutile e anacronistica. Due correnti di pensiero opposte sono presenti nella commissione, rappresentate dal Cardinale Lumumba e dal Cardinale Sullivan, che si scontrano durante l'interrogatorio. Padre Amorth, già da tempo consapevole dello scetticismo che permea la chiesa, approfitta abilmente dello scontro e in qualità di Capo Esorcista nominato direttamente dal vescovo di Roma (cioè il Papa), non riconosce la legittimità della commissione poiché egli risponde del suo operato direttamente al Papa, e lascia l'aula facendosi beffe dei suoi detrattori.
Intanto in Spagna, nell'abbazia di San Sebastian in Castiglia, da molto tempo ormai di proprietà privata sebbene ancora consacrata, avviene un fatto strano: degli operai che stanno lavorando alla ristrutturazione, nei sotterranei sono feriti da un'esplosione dovuta ad una inspiegabile presenza di gas. Un bambino, figlio del proprietario dell'abbazia deceduto un anno prima in un incidente automobilistico, girovagando nei sotterranei viene posseduto da un terribile e potente demone che manifestandosi alla madre e alla sorella chiede "del prete". Interviene il prete locale, Padre Esquibel, giovane ed inesperto di esorcismi, che viene malmenato dal demone che pretendeva invece "un altro" prete. Il giovane Esquibel contatta il vescovo, che a sua volta si rivolge direttamente al Vaticano. Il Papa invia padre Amorth che inizia il rito, aiutato da Esquibel, con un "esorcismo conoscitivo" al quale il demone si sottrae violentemente mettendo a dura prova entrambi, facendo leva sul rimorso dovuto a gravi peccati commessi in passato e mai realmente assolti. 
Padre Amorth ha dei dubbi su come agire, ma è risoluto a liberare il ragazzo. Nel frattempo Papa Giovanni Paolo II scopre dei segreti su un registro dell'antica abbazia spagnola, e comprende anche lui che ha a che fare con un demone molto potente. Ha un collasso e viene ricoverato d'urgenza. 
Padre Amorth, mentre padre Esquibel vigila sulla casa, nota un sigillo del Vaticano sul coperchio del pozzo dell'Abbazia e rimuovendolo scopre un passaggio segreto. L'indomani vi penetra con Padre Esquibel e scopre una stanza sotterranea dove l'Inquisizione spagnola compiva le torture. Da un antico codice apprende che nell'istituire la Santa Inquisizione la Chiesa è stata plagiata dal demonio, che le ha fatto compiere massacri in danno di innocenti. Infine nel libro legge il nome del demonio che sta possedendo il bambino e che domina sull'abbazia: Asmodeo. 
Ora che padre Amorth sa il nome del demonio che possiede il ragazzo, può avviare l'esorcismo. Ma il demonio è troppo forte, nonostante gli sforzi dei presenti, e padre Amorth, per salvare il ragazzo, chiede ad Asmodeo di possederlo. Ora spetta a padre Esquibel salvare padre Amorth dal demonio, con cui ingaggia una furiosa battaglia nei sotterranei dell'Abbazia, riuscendo alla fine a scacciarlo.
Poche settimane dopo, padre Amorth torna con padre Esquibel a Roma dal Papa, ristabilito, il quale lo riconferma Capo Esorcista del Vaticano, e gli affida la missione di dare la caccia ai 199 demoni rimasti.

## Produzione

### Sviluppo
Nell'ottobre 2020 Screen Gems acquistò i diritti cinematografici dei libri di Gabriele Amorth. Nel giugno 2022 è stato confermato che Julius Avery avrebbe diretto il film e che Russell Crowe avrebbe interpretato Amorth. Prima di entrare nei panni di Padre Amorth, l'attore ha dichiarato di aver letto i libri dell'esorcista ed essersi appassionato alla sua vicenda umana.
Il budget del film è stato di 18 milioni di dollari.

### Riprese
Le riprese principali si sono svolte da agosto a ottobre 2022 a Dublino e Limerick, in Irlanda, e a Roma, in Italia. Le scene sono state girate con Crowe al Trinity College di Dublino.

## Promozione
Il primo trailer del film è stato pubblicato il 23 febbraio 2023.

## Distribuzione
La distribuzione della pellicola nelle sale italiane è avvenuta il 13 aprile 2023, mentre il giorno dopo il film ha esordito nelle sale statunitensi.

## Accoglienza

### Incassi
L'incasso totale della pellicola è stato di  20009380 $ in Nord America e 56653122 $ nel resto del mondo, per un incasso complessivo di 76662502 $, a fronte di un budget di 18000000 $ .

### Critica
Sull'aggregatore di recensioni Rotten Tomatoes, il film ha ottenuto il 50% dei giudizi professionali positivi, con un voto medio di 5,0 su 10 basato su 77 recensioni, mentre su Metacritic ha un punteggio di 45 su 100 basato su 19 recensioni.
La Chiesa cattolica ha da subito preso le distanze dalla pellicola. Il quotidiano Avvenire scrive infatti: "nel film su padre Amorth c'è tutto a parte padre Amorth".

## Riconoscimenti
- 2023 - Razzie Awards
  - Candidatura al peggior attore protagonista a Russell Crowe
  - Candidatura al peggior attore non protagonista a Franco Nero